# Epigaea repens
Epigaea repens är en ljungväxtart som beskrevs av Carl von Linné. Epigaea repens ingår i släktet Epigaea och familjen ljungväxter. Inga underarter finns listade i Catalogue of Life.

## Bildgalleri

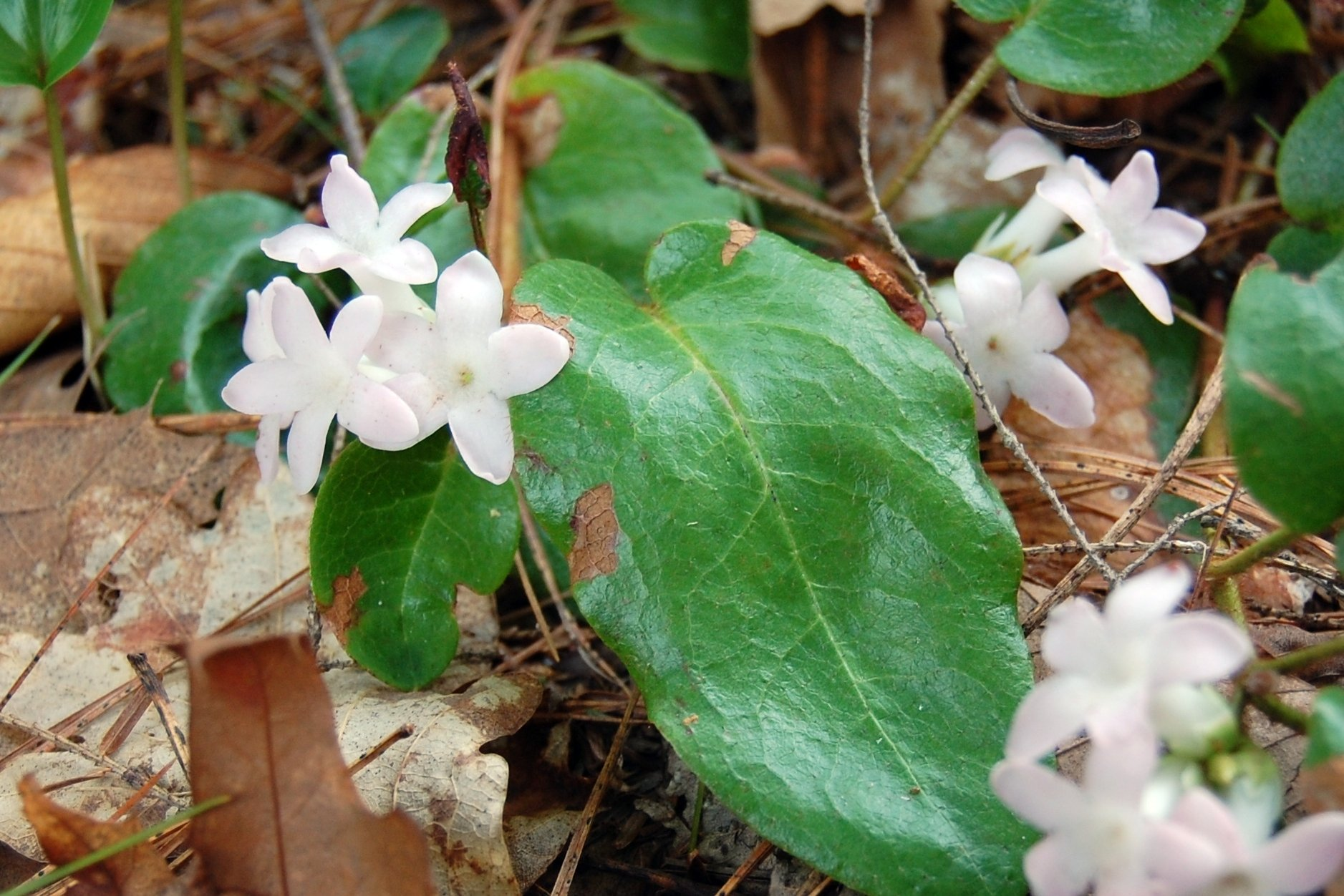
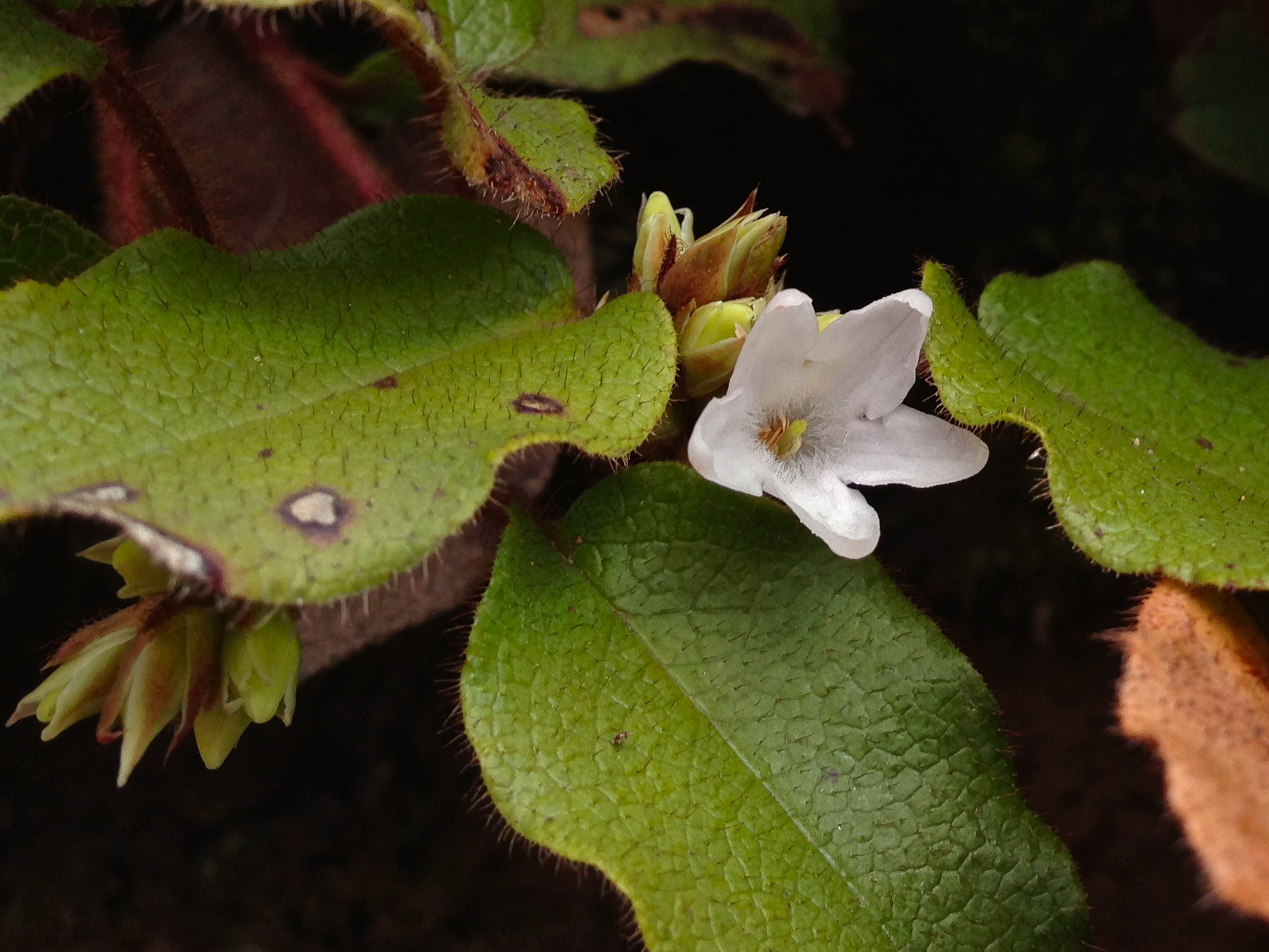
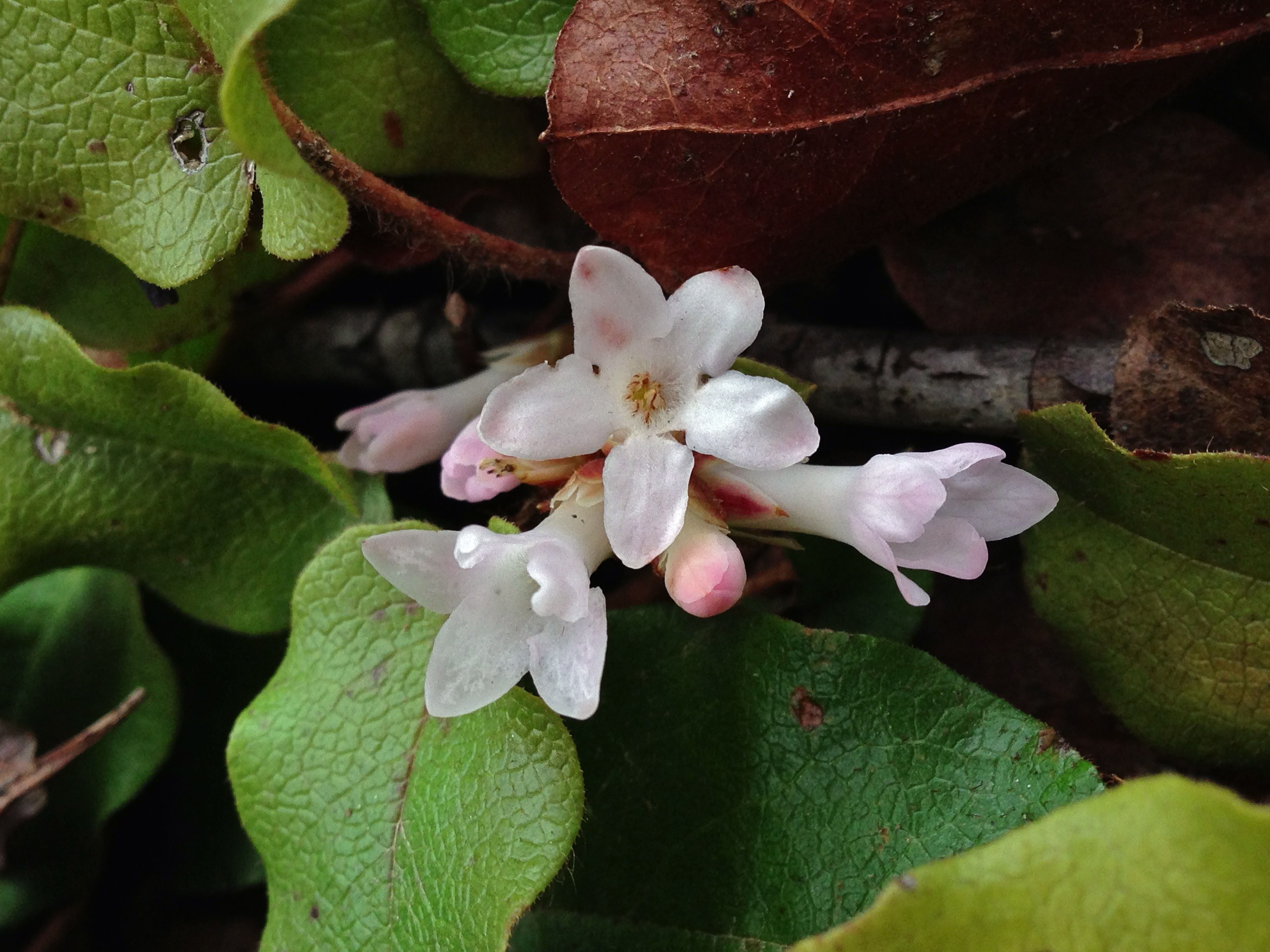
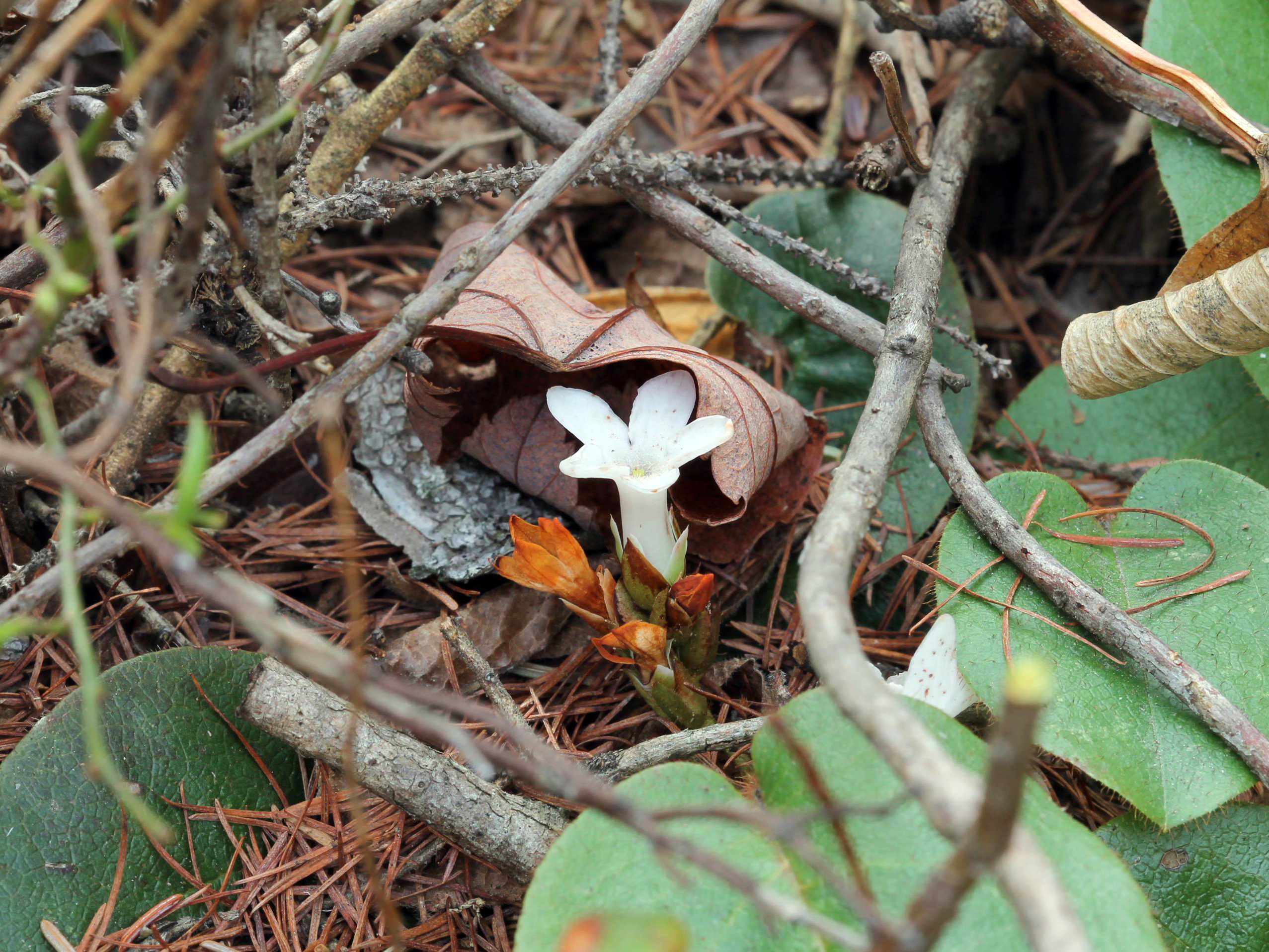
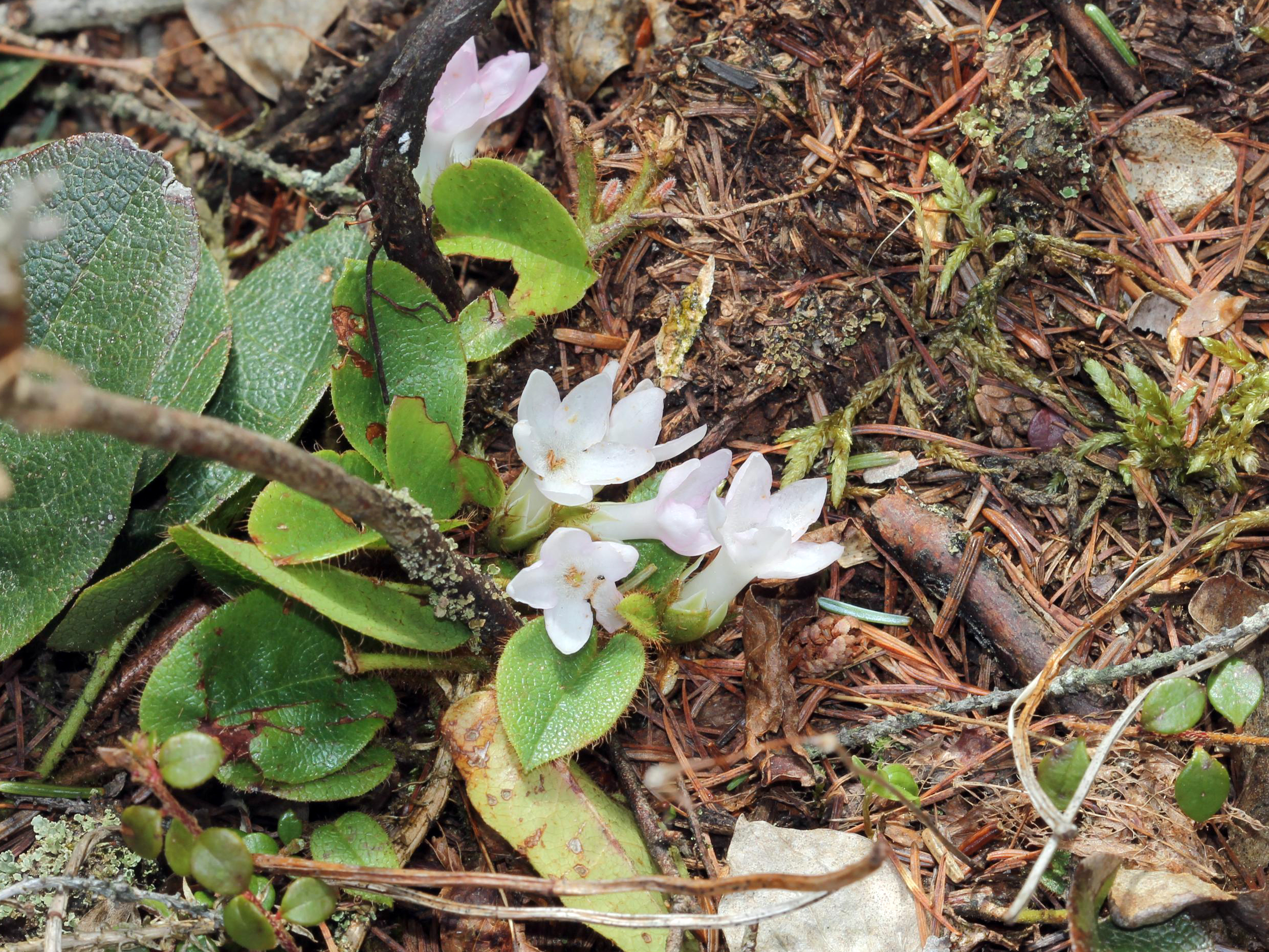
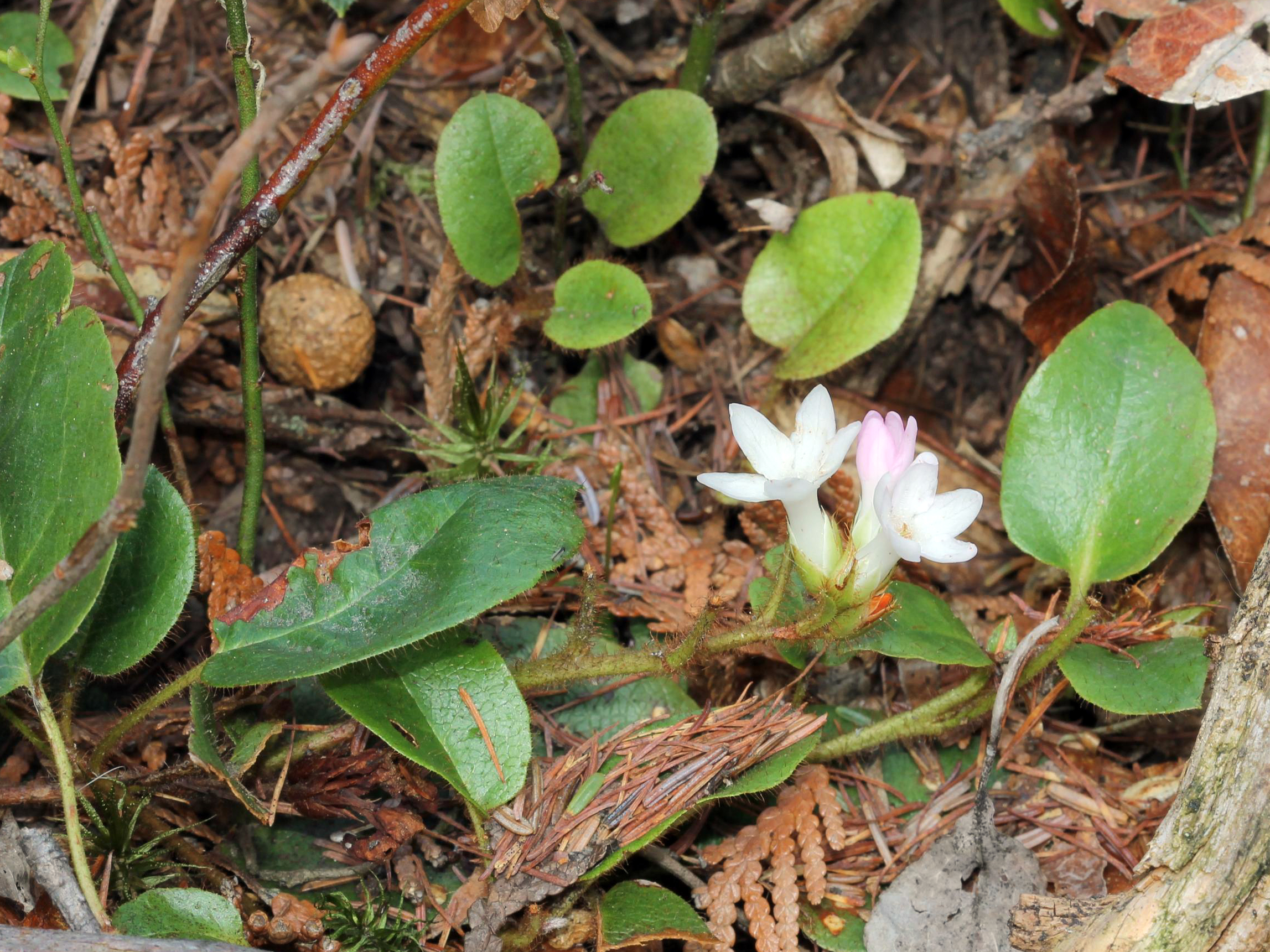